# Финал на Шампионската лига 2015
Финалът на Шампионската лига 2015 е футболен мач, който се проведе в събота, 6 юни 2015 между италианския ФК Ювентус и испанския ФК Барселона на олимпийския стадион в Берлин, Германия. Мачът се провежда за да определи победителя на сезон 2014/15 в Шампионската лига, най-силния европейски клубен турнир. Преди този мач Ювентус са печелили титлата 2 пъти, докато Барселона са печелили купата 4 пъти.
В групите Ювентус е в група A заедно с Атлетико Мадрид, Олимпиакос и Малмьо ФФ и завършва на второ място след Атлетико.
Барселона е в група F заедно с ПСЖ, АФК Аякс и ФК АПОЕЛ и завършва на първо място.
ФК Ювентус отстраняват Борусия Дортмунд, Монако и Реал Мадрид, а Барселона отстраняват Манчестър Сити, ПСЖ и Байерн Мюнхен по пътя към финала.

## Детайли
| 6 юни 2015 21:45 |

| Ювентус    | 1 – 3  | Барселона                          |
| ---------- | ------ | ---------------------------------- |
| Мората 55' | Доклад | 4' Ракитич 68' Суарес 90+7' Неймар |

| Олимпийски стадион, Берлин 70 442 зрители Съдия: Джунейт Чакър |